# Против Дионисодора
«Против Дионисодора» — судебная речь, которую приписывают древнегреческому оратору Демосфену. Сохранилась в составе «демосфеновского корпуса» под номером LVI, была произнесена предположительно в 323/322 году до н. э.

## Содержание
Речь произносит один из двух афинян, кредиторов Дионисодора — Дарий или Пафил. Истцы дали Дионисодору взаймы три тысячи драхм под залог его корабля, чтобы он привёз в Афины хлеб из Египта. Однако тот оставил груз на полпути, на Родосе, — по его словам, из-за течи в корабле, а по данным истцов — из-за вестей о слишком низких ценах на хлеб в Афинах. Дарий и Памфил обвинили Дионисодора в нарушении условий договора и потребовали выплаты всего долга с процентами.

## Восприятие
Судя по упоминанию Клеомена, речь была произнесена в 323/322 году до н. э., в последний год жизни Демосфена. Тогда оратор явно не писал речи на заказ, так что антиковеды сомневаются в подлинности этого произведения. К тому же в речи «Против Дионисодора» нет показаний свидетелей.